# Roebuck
Roebuck és una concentració de població designada pel cens dels Estats Units a l'estat de Carolina del Sud. Segons el cens del 2000 tenia 1.725 habitants.

## Demografia
Segons el cens del 2000, Roebuck tenia 1.725 habitants, 708 habitatges i 499 famílies. La densitat de població era de 155,6 habitants/km².
Dels 708 habitatges en un 27,7% hi vivien nens de menys de 18 anys, en un 57,1% hi vivien parelles casades, en un 10,9% dones solteres, i en un 29,5% no eren unitats familiars. En el 26% dels habitatges hi vivien persones soles el 9,6% de les quals corresponia a persones de 65 anys o més que vivien soles. El nombre mitjà de persones vivint en cada habitatge era de 2,44 i el nombre mitjà de persones que vivien en cada família era de 2,92.
Per edats la població es repartia de la següent manera: un 22,7% tenia menys de 18 anys, un 7,1% entre 18 i 24, un 28,8% entre 25 i 44, un 28,1% de 45 a 60 i un 13,3% 65 anys o més.
L'edat mediana era de 39 anys. Per cada 100 dones de 18 o més anys hi havia 90,7 homes.
La renda mediana per habitatge era de 43.523 dòlars i la renda mediana per família de 47.450 dòlars. Els homes tenien una renda mediana de 33.333 dòlars mentre que les dones 25.368 dòlars. La renda per capita de la població era de 18.682 dòlars. Entorn del 5,9% de les famílies i l'11,1% de la població estaven per sota del llindar de pobresa.

## Poblacions més properes
El següent diagrama mostra les poblacions més properes.